# 황현 초상 및 사진
황현 초상 및 사진(黃玹 肖像 및 寫眞)은 대한민국 전라남도 순천시에 있는 매천(梅泉) 황현(黃玹, 1855-1910)의 초상화이다. 채용신이 그렸다. 2006년 12월 29일 대한민국의 보물 제1494호로 지정되었다.

## 특징
대한제국기(大韓帝國期) 전후 최고의 초상화가로 일컬어지는 석지(石芝) 채용신(蔡龍臣, 1850-1941)이 그린 한말(韓末)의 대표적인 문인(文人)이자 우국지사인 매천(梅泉) 황현(黃玹, 1855-1910)의 초상화이다. 이 초상화는 황현이 자결한 다음해인 1911년 5월에 일찍이 황현이 1909년 천연당 사진관(天然堂 寫眞館)에서 찍어두었던 사진(寫眞)을 보고 추사(追寫)한 것이다. 사후(死後)에 사진(寫眞)을 보고 추사(追寫)한 것이지만, 실제 인물을 보고 있는 것 같은 착각이 들만큼 매우 뛰어난 사실적 묘사를 보여주고 있다.
심의(深衣)를 입고 포대(布帶)를 맨 뒤 정자관(程子冠)을 쓴 모습이며, 도상(圖像)은 안경을 쓰고 오른손에는 부채를 들고 왼손에는 책을 든 채 바닥에 화문석 돗자리를 깔고 앉은 부좌상(趺坐像)이다. 자세는 거의 구분면(九分面) 정도에 가까울 정도로 약간 왼쪽으로 앉은 정면상(正面像)에 가까운 모습인데, 이는 애초 황현이 찍은 사진(寫眞)의 취세(取勢)에서 온 것이며, 부채와 책을 들고 있는 것도 기본적으로 사진의 모습을 따르며 약간 변형시킨 것이다. 그러나 사진에는 두루마기를 입고 갓을 쓴 뒤 의자에 앉아 책을 펼쳐들고 있는 모습인데, 초상화는 심의(深衣)를 입고 정자관(程子冠)을 쓴 뒤 화문석 돗자리를 깔고 앉아있는 모습으로 약간 바뀌어 있다.
이 황현 상은 양식사적으로도 대한제국기 전후 초상화의 새로운 면모와 특징적인 모습을 매우 종합적으로 잘 보여줄 뿐만 아니라, 예술적인 수준도 이 시기 초상화의 백미로 꼽힐 정도로 뛰어난 면모를 보여준다.

## 같이 보기
- 황현
- 채용신

## 참고 자료
- 황현 초상 및 사진 - 국가유산청 국가유산포털